# Association Sportive la Jeunesse d'Esch
L'Association Sportive la Jeunesse d'Esch (o più semplicemente, Jeunesse Esch) è una società calcistica lussemburghese con sede nella città d'Esch-sur-Alzette.

## Storia
Il club fu fondato nel 1907 come Jeunesse la Frontière d'Esch, in riferimento alla vicinanza del suo stadio con il confine francese. L'attuale nome fu assunto nel 1918 e resistette fino all'invasione nazista del Lussemburgo, quando il regime germanizzò il nome, facendolo diventare SV Schwarz-Weiß 07 Esch. In seguito alla liberazione, si ritornò alla denominazione precedente.
Storicamente parlando, la Jeunesse Esch è la squadra con più successi del calcio lussemburghese, detenendo il record di 28 titoli nazionali, il primo dei quali conquistato nel 1921 e l'ultimo nel 2010. Si registrano anche 13 affermazioni nella coppa nazionale, che ne fanno la seconda squadra più titolata di sempre in questa manifestazione, dietro ai Red Boys Differdange, ormai parte del Differdange 03.
La prima partecipazione nelle coppe europee della Jeunesse Esch fu nella Coppa dei Campioni 1958-1959, ed è l'unica squadra lussemburghese ad aver raggiunto il secondo turno preliminare della Coppa dei Campioni, in ben due occasioni. Nel 1959-60 i rivali della Jeunesse d'Esch furono i campioni di Polonia dell'ŁKS Łódź. In un incredibile match di andata i lussemburghesi travolsero i loro avversari con un rotondo quanto inatteso 5-0, rendendo dolce la sconfitta per 2-1 subita al ritorno (con vantaggio iniziale del Jeunesse).
Nel turno successivo i lussemburghesi dovettero affrontare la squadra più forte al mondo dell'epoca, il Real Madrid, venendo sommersi di gol all'andata (7-0, con tripletta di Puskás). Nonostante questa valanga di gol, gli spagnoli schierarono la loro miglior formazione anche nella partita di ritorno, in cui il Jeunesse diede una bella immagine di sé segnando due reti in 15 minuti, salvo poi perdere 5-2. Il Real Madrid avrebbe poi vinto la manifestazione, la quinta consecutiva.
Nel primo turno del 1963-64 il sorteggio fu piuttosto benevolo per il Jeunesse; gli avversari furono i finlandesi dell'Haka. Non così benevolo fu il risultato della partita di andata, giocata a Valkeakoski, in casa dell'Haka, dove i nordici spazzarono via la Jeunesse con un inappellabile 4-1. Nel match di ritorno ai lussemburghesi sarebbe servito un 3-0 per passare il turno, anche se a 6 minuti dal termine dell'incontro la Jeunesse conduceva per 2-0. La partita si concluse con un sorprendente 4-0 che diede la qualificazione ai lussemburghesi, del tutto inaspettata dopo l'uscita in Finlandia.
Nel secondo turno i bianconeri dovettero affrontare i campioni di Jugoslavia del Partizan Belgrado, per ottenere un posto nei quarti di finale. L'andata si concluse con la vittoria per 2-1 del club di Esch-sur-Alzette, salvo poi crollare letteralmente nel ritorno, subendo una pesante sconfitta per 6-2, con 4 reti del serbo Vladica Kovačević. La stagione 1963-64 si rivelò poi la più memorabile per il calcio lussemburghese, quando la nazionale conquistò i quarti di finale del Campionato Europeo.
Un altro risultato degno di nota si registrò nel 1973, quando in Coppa dei Campioni fermarono sul pari per 1-1 gli allora detentori della Coppa UEFA, il Liverpool.

## Giocatori
Tra i tanti, Marc Lamborelle giocò in Nazionale e fece parte della società calcistica durante tutta la sua carriera negli anni novanta.

## Palmarès

### Competizioni nazionali
- Division Nationale: 28

1920-21, 1936-37, 1950-51, 1953-54, 1957-58, 1958-59, 1959-60, 1962-63, 1966-67, 1967-68, 1969-70, 1972-73, 1973-74, 1974-75, 1975-76, 1976-77, 1979-80, 1982-83, 1984-85, 1986-87, 1987-88, 1994-95, 1995-96, 1996-97, 1997-98, 1998-99, 2003-04, 2009-10
- Coppa del Lussemburgo: 13

1934-35, 1936-37, 1945-46, 1953-54, 1972-73, 1973-74, 1975-76, 1980-81, 1987-88, 1996-97, 1998-99, 1999-00, 2012-13

### Competizioni giovanili
- Champion de Luxembourg Juniors: 17

1929, 1930, 1931, 1932, 1934, 1935, 1938, 1948, 1949, 1950, 1951, 1962, 1963, 1973, 1983, 1984, 1990
- Coppa del Principe: 5

1954, 1955, 1959, 1961, 1972

### Altri piazzamenti
- Campionato lussemburghese:

Secondo posto: 1914-1915, 1935-1936, 1937-1938, 1952-1953, 1956-1957, 1960-1961, 1968-1969, 1977-1978, 1985-1986, 1988-1989, 1990-1991, 2005-2006, 2011-2012
Terzo posto: 1918-1919, 1934-1935, 2007-2008, 2012-2013, 2018-2019
- Coppa del Lussemburgo:

Finalista: 1921-1922, 1926-1927, 1964-1965, 1965-1966, 1970-1971, 1974-1975, 1984-1985, 1990-1991, 1994-1995, 1995-1996, 2005-2006, 2011-2012
Semifinalista: 1922-1923, 2010-2011, 2013-2014

## Statistiche e record

### Partecipazione alle competizioni europee
La Jeunesse d'Esch si è qualificato per competizioni ufficiali UEFA 30 volte.
- Coppa dei Campioni/Champions League

Turno di qualificazione (5): 1997-98, 1998-99, 1999-00, 2004-05, 2010-11
Primo turno (15): 1958-59, 1960-61, 1967-68, 1968-69, 1970-71, 1973-74, 1974-75, 1975-76, 1976-77, 1977-78, 1980-81, 1983-84, 1985-86, 1987-88, 1988-89
Secondo turno (2): 1959-60, 1963-64
- Coppa delle Coppe

Turno di qualificazione (2): 1995-96, 1998-99
- Coppa UEFA/Europa League

Turno di qualificazione (3): 1995-96, 1996-97, 2000-01
Primo turno (4): 1969-70, 1978-79, 1986-87, 1989-90
Secondo turno (1): 2019-20